# The Life & Times of Xaviera Hollander
The Life & Times of Xaviera Hollander ist ein US-amerikanischer Pornofilm über die niederländische Prostituierte und spätere Schauspielerin Xaviera Hollander aus dem Jahr 1974. 

## Handlung
Der Pornofilm basiert im Wesentlichen auf Xaviera Hollanders Biografie The Happy Hooker, die von ihrer Entwicklung vom Schulmädchen zum Callgirl handelt. Xaviera Hollander wird dabei von Samantha McLaren gespielt. Die Autorin selbst spricht einige einleitende Worte zu den eher zusammenhanglosen Sexszenen, die als Flashback präsentiert werden.

## Musik
Als Musikstücke wurden Love is What I Am von Becky Bauch and The Boondock Sisters und der Mickey Mouse March als Hintergrundmusik verwendet. 1975 wurde die Filmproduzenten von Walt Disney Productions wegen der Verwendung von letzterem verklagt. In der Szene selbst hat die Hauptdarstellerin Sex mit drei Personen, die Micky-Maus-Ohren trugen. Die Produzenten rechtfertigten sich damit, dies aus parodistischen Gründen und unter Einhaltung des Fair Use getan zu haben. Die Richter widersprachen dem jedoch, da der Titel im Film exzessiv zu hören sei. Das Urteil wurde im Fall Walt Disney Productions v. Air Pirates zitiert.

## Rezeption
Der Film erschien ein Jahr vor der Mainstream-Verfilmung The Happy Hooker von Nicholas Sgarro und wurde von der Kritik nur wenig beachtet.